# Rifugio Levi Molinari
Das Rifugio Levi Molinari (1849 m s.l.m.) ist eine in den Sommermonaten bewirtschaftete Schutzhütte in den Cottischen Alpen der norditalienischen Metropolitanstadt Turin, Region Piemont.
Die 1928 errichtete und 2000 vollständig renovierte Schutzhütte des Club Alpino Italiano befindet sich im zur Gemeinde Exilles gehörenden Hochtal Grange della Valle im oberen Susatal.

## Geschichte
Das Rifugio war zunächst nach der Bergsteigerin Mariannina Levi benannt worden, hieß zwischen 1938 und 1945 Rifugio Magda Molinari, und führt heute den Namen dieser zwei Bergsteigerinnen.

## Übergänge
Das Rifugio Levi Molinari liegt auf der
- Alta Via Val di Susa und
- dem Blauen Weg der Via Alpina.

## Gipfelbesteigungen
- Rocca d’Ambin (3377 m)
- Punta Sommeiller (3333 m)